# Leopold Feremans
Leopoldus Fransiscus (Leopold) Feremans (Kontich, 11 februari 1837 – aldaar, 10 augustus 1907) was een Belgisch politicus voor de Katholieke Partij.

## Levensloop
Hij was de zoon van de Kontichse burgemeester Frederik Feremans.
Hij volgde Pierre Peeters op als burgemeester van Kontich, een mandaat dat hij uitoefende tot aan zijn dood in 1907. Hij werd opgevolgd door René Sansen.